# Ácido diaminopimélico
El ácido diaminopimélico (DAP) es un derivado épsilon carboxilado del aminoácido lisina.
El DAP es característico de ciertos tipos de pared celular de algunos tipos de bacterias. Cuando se encuentra en su medio de crecimiento, exhiben un crecimiento normal. Cuando se encuentra en defecto, aún son capaces de crecer, pero con la incapacidad de formar nuevas paredes de proteoglicano.
También forma el punto de anclaje para la lipoproteína A (o de Braun).

## Imágenes

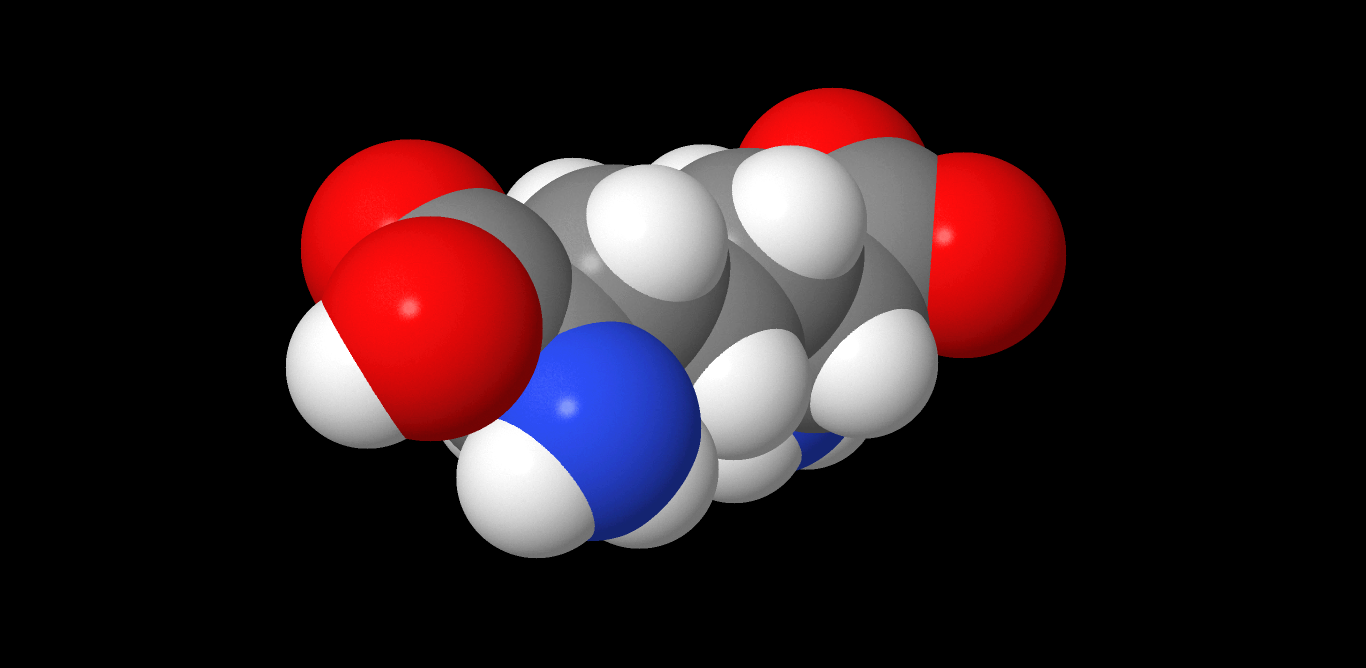
Una vista alternativa de la estructura del DAP.